# Midnight Spirit
Midnight Spirit fue una agrupación autodenominada como dark acoustic ambient, formada en 2003 en Quito, Ecuador, dentro de la escena underground ecuatoriana.

## Inicios
En La Vicentina, sector de Quito, Andrés Ponce, miembro del coro de la Casa de la Cultura Ecuatoriana y Paúl Espinoza, compañeros de facultad de la Universidad Central del Ecuador y aficionados al thrash, death y black metal, conforman en 2003 el dúo Midnight Spirit, con la idea de crear un sonido experimental dark ambient inspirado en el cine italiano de terror de los años setenta y ochenta. Bajo la ideología de la corriente extrema underground de artistas como Burzum o Sopor Aeternus, el dúo se presenta solo en shows limitados dentro su ciudad.

## Trayectoria
En 2006 publican su primer trabajo, Macabre, que empieza a sonar en distintos espacios radiales de la ciudad de Quito y los conduce a sus primeros shows, entre ellos el festival Goth Valley de 2007. Se les unen entonces la cantante lírica Diana Calvache y el baterista Fabián Torres, quien durante los años noventa formó parte de la banda local de punk/noise N.Ch.
En 2007 editan Moonlight Dreams, al que sigue el que sería su último trabajo, Rostro de tinieblas de 2013. En 2018, tras varias diferencias artísticas y personales, Andrés Ponce y Paúl Espinoza dan por terminada la agrupación.

## Alineación
- Andrés Ponce (voz)
- Paúl Espinoza (guitarra y teclados)
- Diana Calvache (voz lírica)
- Fabián Torres (batería)

## Discografía
- Macabre (2006)
- Moonlight Dreams (2007)
- Rostro de Tinieblas  (2013)